# Al Green
Albert Leornes Greene (Forrest City, Arkansas, 1946. április 13.), ismertebb nevén Al Green, többszörös Grammy-díjas amerikai soulénekes, dalszerző és zenei producer. Legnagyobb slágereit az 1970-es évek elején adta ki, köztük a Take Me to the River, Tired of Being Alone, I’m Still in Love with You, Love and Happiness dalokat és emblematikus számát, a Let’s Stay Togethert. Miután barátnője öngyilkosságot követett el, Al Green felszentelt lelkész lett, és a gospelzene felé fordult. 2001-ben szerepelt a Randivonat című romantikus filmben Lance Bass és Emmanuelle Chriqui oldalán. Később visszatért a világi zenéhez.
Greent 1995-ben beiktatták a Rock and Roll Halhatatlanjai közé. A Rock and Roll Hall of Fame honlapján „a soulzene egyik legtehetségesebb előadójaként” említik. Pályafutása során 11 Grammy-díjat kapott, köztük a Grammy-életműdíját. Szintén megkapta a legkiválóbb dalszerzőknek járó BMI Icon díját, illetve a Kennedy Center kulturális életműdíját. A Rolling Stone magazin „Minden idők 100 legnagyobb előadója” listáján a 65. helyre rangsorolták, a 100 legnagyobb énekes listáján pedig a 14. helyre, továbbá 1975-ös Al Green’s Greatest Hits című válogatásalbuma az 52. helyen szerepel az 500 legjobb albumot felsorakoztató listán.

## Diszkográfia
Stúdióalbumok
- Back Up Train (1967)
- Green Is Blues (1969)
- Al Green Gets Next to You (1971)
- Let’s Stay Together (1972)
- I’m Still in Love with You (1972)
- Call Me (1973)
- Livin’ for You (1973)
- Al Green Explores Your Mind (1974)
- Al Green Is Love (1975)
- Full of Fire (1976)
- Have a Good Time (1976)
- The Belle Album (1977)
- Truth n’ Time (1978)
- The Lord Will Make a Way (1980)
- Higher Plane (1982)
- Precious Lord (1982)
- I’ll Rise Again (1983)
- White Christmas (1983)
- Trust in God (1984)
- He Is the Light (1985)
- Soul Survivor (1987)
- I Get Joy (1989)
- From My Soul (1990)
- Love Is Reality (1992)
- Don't Look Back (1993)
- Your Heart’s in Good Hands (1995)
- I Can’t Stop (2003)
- Everything’s OK (2005)
- Lay It Down (2008)

## További információ
- Al Green a Facebookon
- Al Green a PORT.hu-n (magyarul)
- Al Green az Internetes Szinkronadatbázisban (magyarul)
- Al Green az Internet Movie Database-ben (angolul)

## Fordítás
- Ez a szócikk részben vagy egészben  az   Al Green című angol Wikipédia-szócikk fordításán alapul.  Az eredeti cikk szerkesztőit annak laptörténete sorolja fel. Ez a jelzés csupán a megfogalmazás eredetét és a szerzői jogokat jelzi, nem szolgál a cikkben szereplő információk forrásmegjelöléseként.